# Liste des médaillés olympiques en tennis de table
Voici la liste des médaillés et médaillées des épreuves de tennis de table aux Jeux olympiques.

## Palmarès des compétitions actuelles

### Simple messieurs
| Année | Or              | Argent               | Bronze                |
| 1988  | Yoo Nam-kyu     | Kim Ki-taik          | Erik Lindh            |
| 1992  | Jan-Ove Waldner | Jean-Philippe Gatien | Ma Wenge Kim Taek-soo |
| 1996  | Liu Guoliang    | Wang Tao             | Jörg Roßkopf          |
| 2000  | Kong Linghui    | Jan-Ove Waldner      | Liu Guoliang          |
| 2004  | Ryu Seung-min   | Wang Hao             | Wang Liqin            |
| 2008  | Ma Lin          | Wang Hao             | Wang Liqin            |
| 2012  | Zhang Jike      | Wang Hao             | Dimitrij Ovtcharov    |
| 2016  | Ma Long         | Zhang Jike           | Jun Mizutani          |
| 2020  | Ma Long         | Fan Zhendong         | Dimitrij Ovtcharov    |
| 2024  | Fan Zhendong    | Truls Möregårdh      | Félix Lebrun          |

### Simple dames
| Année | Or           | Argent       | Bronze                   |
| 1988  | Chen Jing    | Li Huifen    | Jiao Zhimin              |
| 1992  | Deng Yaping  | Qiao Hong    | Hyun Jung-hwa Li Bun-hui |
| 1996  | Deng Yaping  | Chen Jing    | Qiao Hong                |
| 2000  | Wang Nan     | Li Ju        | Chen Jing                |
| 2004  | Zhang Yining | Kim Hyang-mi | Kim Kyung-ah             |
| 2008  | Zhang Yining | Wang Nan     | Guo Yue                  |
| 2012  | Li Xiaoxia   | Ding Ning    | Feng Tianwei             |
| 2016  | Ding Ning    | Li Xiaoxia   | Kim Song-i               |
| 2020  | Chen Meng    | Sun Yingsha  | Mima Ito                 |
| 2024  | Chen Meng    | Sun Yingsha  | Hina Hayata              |

### Par équipes messieurs
| Année | Or                                     | Argent                                                   | Bronze                                                |
| 2008  | Chine Ma Lin Wang Hao Wang Liqin       | Allemagne Timo Boll Dimitrij Ovtcharov Christian Süss    | Corée du Sud Oh Sang-eun Ryu Seung-min Yoon Jae-young |
| 2012  | Chine Ma Long Wang Hao Zhang Jike      | Corée du Sud Oh Sang-eun Ryu Seung-min Joo Se-hyuk       | Allemagne Dimitrij Ovtcharov Timo Boll Bastian Steger |
| 2016  | Chine Ma Long Xu Xin Zhang Jike        | Japon Jun Mizutani Koki Niwa Maharu Yoshimura            | Allemagne Dimitrij Ovtcharov Timo Boll Bastian Steger |
| 2020  | Chine Fan Zhendong Ma Long Xu Xin      | Allemagne Dimitrij Ovtcharov Patrick Franziska Timo Boll | Japon Jun Mizutani Koki Niwa Tomokazu Harimoto        |
| 2024  | Chine Fan Zhendong Ma Long Wang Chuqin | Suède Truls Möregårdh Kristian Karlsson Anton Källberg   | France Félix Lebrun Alexis Lebrun Simon Gauzy         |

### Par équipes dames
| Année | Or                                     | Argent                                          | Bronze                                                |
| 2008  | Chine Guo Yue Wang Nan Zhang Yining    | Singapour Feng Tianwei Li Jiawei Wang Yuegu     | Corée du Sud Dang Ye-seo Kim Kyung-ah Park Mi-young   |
| 2012  | Chine Ding Ning Guo Yue Li Xiaoxia     | Japon Ai Fukuhara Kasumi Ishikawa Sayaka Hirano | Singapour Feng Tianwei Li Jiawei Wang Yuegu           |
| 2016  | Chine Ding Ning Liu Shiwen Li Xiaoxia  | Allemagne Han Ying Shan Xiaona Petrissa Solja   | Japon Ai Fukuhara Kasumi Ishikawa Mima Ito            |
| 2020  | Chine Chen Meng Sun Yingsha Wang Manyu | Japon Mima Ito Kasumi Ishikawa Miu Hirano       | Hong Kong Doo Hoi Kem Lee Ho Ching Minnie Soo Wai Yam |
| 2024  | Chine Chen Meng Sun Yingsha Wang Manyu | Japon Hina Hayata Miwa Harimoto Miu Hirano      | Corée du Sud Shin Yu-bin Jeon Ji-hee Lee Eun-hye      |

### Double mixte
| Année | Or                            | Argent                                 | Bronze                                  |
| 2020  | Japon Jun Mizutani Mima Ito   | Chine Xu Xin Liu Shiwen                | Taipei chinois Lin Yun-ju Cheng I-ching |
| 2024  | Chine Wang Chuqin Sun Yingsha | Corée du Nord Ri Jong-sik Kim Kum-yong | Corée du Sud Lim Jong-hoon Shin Yu-bin  |

## Palmarès d'anciennes compétitions

### Double messieurs
| Année | Or                               | Argent                                    | Bronze                                                                          |
| 1988  | Chine Chen Longcan Wei Qingguang | Yougoslavie Ilja Lupulescu Zoran Primorac | Corée du Sud Ahn Jae-hyung Yoo Nam-kyu                                          |
| 1992  | Chine Lü Lin Wang Tao            | Allemagne Steffen Fetzner Jörg Roßkopf    | Corée du Sud Kang Hee-chan Lee Chul-seung Corée du Sud Kim Taek-soo Yoo Nam-kyu |
| 1996  | Chine Liu Guoliang Kong Linghui  | Chine Lü Lin Wang Tao                     | Corée du Sud Chul Seung-lee Yoo Nam-kyu                                         |
| 2000  | Chine Wang Liqin Yan Sen         | Chine Kong Linghui Liu Guoliang           | France Patrick Chila Jean-Philippe Gatien                                       |
| 2004  | Chine Chen Qi Ma Lin             | Hong Kong Ko Lai-chak Li Ching            | Danemark Michael Maze Finn Tugwell                                              |

### Double dames
| Année | Or                                       | Argent                               | Bronze                                                                     |
| 1988  | Corée du Sud Hyun Jung-hwa Yang Young-ja | Chine Chen Jing Jiao Zhimin          | Yougoslavie Jasna Fazlic Gordana Perkučin                                  |
| 1992  | Chine Deng Yaping Qiao Hong              | Chine Chen Zihe Gao Jun              | Corée du Sud Hyun Jung-hwa Hong Cha-ok Corée du Nord Li Bun-hui Yu Sun-bok |
| 1996  | Chine Deng Yaping Qiao Hong              | Chine Wei Liu Qiao Yunping           | Corée du Sud Park Hae-jung Ryu Ji-hae                                      |
| 2000  | Chine Li Ju Wang Nan                     | Chine Yang Ying Sun Jin              | Corée du Sud Kim Moo-kyu Ryu Ji-hae                                        |
| 2004  | Chine Wang Nan Zhang Yining              | Corée du Sud Lee Eun-sil Seok Eun-mi | Chine Guo Yue Niu Jianfeng                                                 |